# 中国航空博物馆
中国航空博物馆（英語：Chinese Aviation Museum）位于北京市昌平区小汤山镇，坐落在昌平大汤山脚下的沙河机场。

## 简介
中国航空博物馆是反映中国航空工业及中国人民解放军空军发展的大型航空专业性军事博物馆。1986年10月开始筹建，馆址选定在沙河机场，1989年11月11日中国人民解放军空军建军40周年时正式对外开放。由中国人民解放军空军管理。1990年10月定名为空军航空博物馆，对外称中国航空博物馆。
2008年国家文物局评定为首批国家一级博物馆。被中共中央宣传部评为“全国爱国主义教育示范基地”；被中华人民共和国科技部评为“全国青少年科普教育示范基地”；被国家旅游局评定为4A级旅游景区。
2016年深化国防和军队改革前，中国航空博物馆隶属中国人民解放军空军装备部。改革后仍隶属中国人民解放军空军装备部。
中国航空博物馆以一架歼-12超音速超轻型战斗机作为博物馆的馆标。館區佔地70余萬平方米，主要分为洞库展厅，面积约2万多平方米；露天展区，面积约18万平方米。博物馆主要展出以飞机文物为主，目前已收存100多种型号近300多架飞机，还有地空導彈、雷達、航空炸彈、航空照相機、飛行服裝、航空傘具、航空輪胎等大型武器裝備樣品及航空文物，中外航空圖書資料2萬余冊，重要友好往來禮品上千件。博物馆馆藏有重大历史意义的符合国家一级文物标准的有47件。

## 雕塑
中国航空博物馆内有航空题材的雕塑，包括空军英雄纪念墙雕塑区、英雄大道雕塑区、利剑主体雕塑。雕塑作者是张宇桐。
博物馆正门内，一侧有纪念中国航空百年历史建筑雕塑，高21米（象征21世纪中国人民解放军空军事业一飞冲天），由100块天然石材筑成。另一侧是3面飞行中的翅膀造型墙体，分别代表中国人民解放军空军在航空、航天、宇宙探索领域的发展。两侧伴有中国人民解放军空军军徽浮雕。

### 空军英雄纪念墙雕塑区

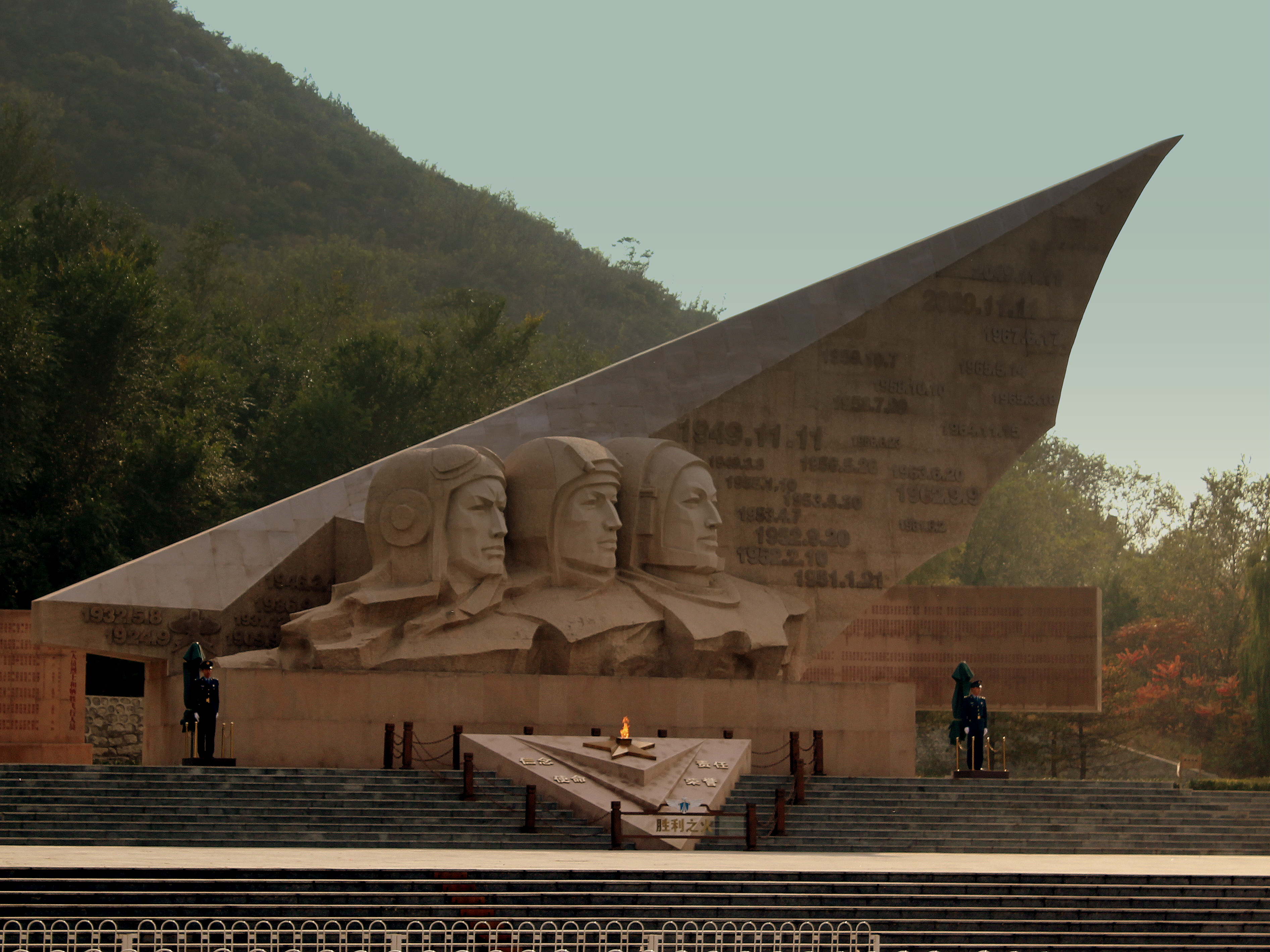
“蓝天魂”雕塑

空军英雄纪念墙位于该博物馆“蓝天魂”广场，建于2009年，由“蓝天魂”雕塑、英模墙和英烈墙组成。2009年起，每年11月11日空军成立纪念日，空军首长和官兵代表都来空军英雄纪念墙前举行敬献花篮仪式。
- “蓝天魂”雕塑：由三个人物形象构成，依次是空军历史上的飞行员、现代飞行员、航天员的形象。雕塑高15米，宽23.6米，背景是“旗帜”造型，正面刻着具有代表性的战绩时间、具有纪念意义的时间，还有“风筝”、“抽象航空航天器”等符号[4]。雕塑前面有一把永不熄灭的“胜利之火”，象征人民空军从胜利走向新的胜利。雕塑背面阳刻有主题碑文，碑文为[5]：

左翼举着太阳，右翼擎着月亮，人民空军长空铸剑六十载，多少红色传奇，英雄篇章。
上溯百年，航空先驱冯如入云追梦；回首八十五年前，热血青年立志航空救国呼号天疆；伫望中国革命之旅，将士翘首蓝天，渴念红色鹰群起飞；凝眸硝烟将尽的风雪北方，老航校艰苦创业，把一个个陆军英豪托举云海之上。历史终于在公元一千九百四十九年十一月十一日庄严宣告，中国共产党缔造的人民空军诞生，中国革命军队插上了钢铁翅膀。
六十载英雄史册，六十载云海路长。年轻的空军，首战飞掠鸭绿江，试刃长天，战绩辉煌。斗转星移，百炼成钢，霹雳编队来如电，神威导弹射天狼，昆仑山雷达扶日月，雄鹰试飞银河旁。天降神兵，又攀几座上甘岭；大漠砺剑，几多辛苦问胡杨，更有跨出航天器之英雄，华丽转身，抒怀月上。忠诚战士，为人民披肝沥胆，天之骄子，为祖国蹈火赴汤，对党无限忠诚之今日空军，秣马厉兵，青春激扬，在梦开始之处筑梦，向无际无涯之空天制高点，展翅翱翔！
长风吹云了无痕，壮士英明记忆新。数天空之闪闪星辰，注上心头，是多少空军英模开天人，请万朵红霞作证，有多少蓝天雄杰魂系长空，在云中瞩望起飞线上之后人！

纵然有千卷金字史册，英雄名录书不完；纵然有矗立万米丰碑，英烈丰功写不尽！
- 英模墙：刻有《空军英模人物》的名录[5]。2017年11月初，经空军首长批准，中国航空博物馆在空军英模墙李中华姓名下增刻“‘八一勋章’获得者”字样、增刻飞行员王立的姓名及所获荣誉“矢志打赢先锋飞行员”[6]。
- 英烈墙：刻有《空军空勤人员烈士和牺牲飞行人员名单》[5]。除了空战烈士外，其中绝大多数英烈牺牲在和平年代的飞行训练中[7]。
- 誓言区：由9级台阶以及高出地面1.4米、长60米、宽40米的广场组成，广场地面铺有浅灰色花岗岩[5]。

### 英雄大道组雕区

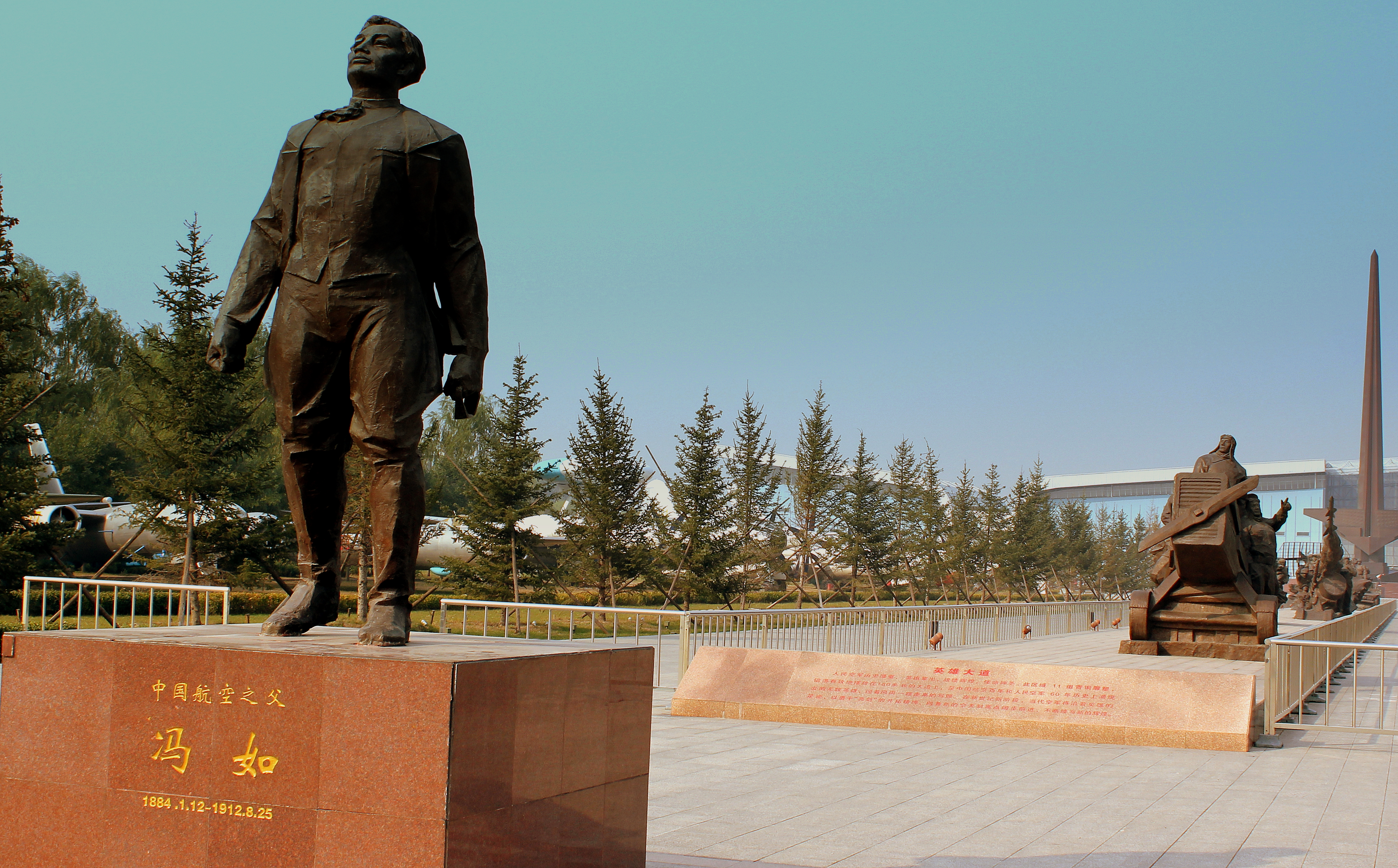
英雄大道的《冯如》雕塑

英雄大道全长180米，由11组雕塑组成，以冯如开始，中间是代表空军精神的9组序列雕塑，最后是代表希望的浪漫主义雕塑。 
- 《冯如》：高3.2米，纪念“中国航空之父”冯如[4]。
- 《高瞻远瞩》：表现中国共产党早期派党员到航空学校学习飞行。雕塑以常乾坤、王弼等人为原型，带有老式飞机、第一次国内革命战争时期的皮衣、服装、风镜等元素[4]。
- 《艰苦创业》：表现中国共产党第一所航空学校——东北民主联军航空学校成立以后，培养航空人员的情形[4]。
- 《空中铁拳》：表现抗美援朝战争中，中国人民志愿军空军涌现的战斗英雄。以米格-15喷气式歼击机为背景，塑造了中国人民志愿军空军飞行员英雄群体形象[4]。
- 《神威导弹》：表现保卫祖国领空的战斗中，中国人民解放军空军高炮和地空导弹部队抗击入侵敌机的情形[4]。*《心系蓝天》：以机务官兵为主题，体现机务人员期盼战友归来的瞬间，带有工作梯、机务工作日志、1960年代机务人员装束及工具箱等元素[4]。
- 《恪尽职守》：以空军雷达官兵为主题，带有迎风雪修雷达、站岗放哨、高度碑等元素[4]。
- 《神兵天降》：以空降兵为题材，表现空降兵的战斗精神及和平时期执行多样化任务的能力[4]。
- 《蓝天使命》：表现身穿现代飞行装具阔步前行的三个飞行员形象[4]。
- 《制胜空天》：通过轨道、卫星、航天飞机、空间站等元素，表现空军各兵种奋斗的情形[4]。
- 《放飞理想》：采用浪漫主义手法，以“父托子”、“掷飞机”造型表现空军事业后继有人[4]。

### “利剑”主体雕塑
“利剑”主体雕塑位于英雄大道最北端高38米，是一柄刺向天空的象征制胜空天的“利剑”。在“利剑”主体雕塑后面左右两侧，各有6根高7米、直径1米的圆形护卫柱，护卫柱间挂10枚黄铜制成的功勋章。
- 室外露天展区
- 洞库展厅内
- 飛機庫門口
- 博物館海報
- 博物館參觀地圖
- 博物館大樓
- 博物館廣場一角
- 博物館室外展區一角

## 收藏展品[8]

### 中国
- 直5直升机
- 直6直升机
- 歼-5
- 歼-6
- 歼-7
- 强5攻击机
- 歼12战斗机
- 歼8
- JH-7A飞豹
- 歼10原型机
- 轰6
- 歼-11
- FC-1枭龙
- 运-12 II型 （B-3804 环球飞行）

### 苏联/俄罗斯
- 米格-9战斗机
- 米格-15
- 米格-17战斗机
- 米格-23埃及空军
- 米-4直升机
- 米-8直升机
- 米-24直升机
- 图波列夫Tu-2轰炸机
- 图波列夫Tu-124客机
- 伊尔申伊尔-18
- 伊留申Il-2
- La-11活塞式战斗机
- 雅科夫列夫牦牛11教练机
- 雅科夫列夫牦牛17UTI教练机
- 里蘇諾夫Li-2

### 美国
- O2U海盜式偵察機（列宁号）
- 北美P-51野马
- 北美F-86（巴基斯坦空军）
- F-5A
- 诺斯罗普F-5E
- 诺斯罗普F-5F（前中華民國空軍戰機、黃植誠叛逃機，編號5361）
- 洛克希德D-21 无人机侦察
- 洛克希德F-104 前意大利空军
- 道格拉斯DC-8（前奥比斯眼科飞机医院）
- 贝尔UH-1H休伊直升机
- PT-19教练机
- F-104S

### 日本
- 立川Ki-55教练

### 英国
- 三叉戟客机
- 維克斯子爵客机
- 德哈维兰蚊子轰炸机
- 英国电气堪培拉轰炸机（津巴布韦空军捐赠）

### 法国
- 幻影III

### 加拿大
- 加拿大DHC-2海狸

## 外部連結
- 人民网：中国航空博物馆（页面存档备份，存于）
- 走进中国航空博物馆（页面存档备份，存于），新华网
- 中国航空博物馆，中国军网
- 地理坐标：40°10′59.4″N 116°21′24.3″E / 40.183167°N 116.356750°E